# 오디오텍스
음성정보 서비스 또는 오디오텍스 서비스(Audiotex Service)는 각종 생활정보를 전화로 들을 수 있는 통신 서비스의 하나이다. 일반 전화가입자가 오디오텍스 번호와 정보종류 번호만 누르면 증권시세·연극·영화·이삿짐센터 안내에서부터 시낭송에 이르기까지 다양한 음성서비스를 제공받을 수 있다.

## 같이 보기
- 비디오텍스